# Nuke (Escuadrón Supremo)
Albert Gaines alias Nuke es un superhéroe ficticio que aparece en los cómics estadounidenses publicados por Marvel Comics. El personaje se representa como procedente de la Tierra-712, un miembro del Escuadrón Supremo y más tarde su equivalente reiniciad con el Poder Supremo.

## Biografía del personaje ficticio

### Escuadrón Supremo
Albert Gaines nació en un suburbio de Motor City, Wyandota (el equivalente de Tierra-712 de Detroit, Míchigan), donde vivían su padre y su madre. Albert era un trabajador de planta nuclear cuando accidentalmente obtuvo sus poderes sobrehumanos. Se convirtió en Nuke, un aventurero y miembro del Escuadrón Supremo, y un héroe súper poderoso que mantuvo su identidad en secreto, incluso de su propia familia. Junto a los otros miembros del Escuadrón, se volvió mentalmente controlado por Mente Suprema. Fue utilizado junto con los otros miembros como peones en la conquista de la "Otra Tierra" por Mente Suprema, hasta que fue liberado por Los Defensores. Luchó y derrotó a Mente Suprema  y Null, la Oscuridad Viviente junto con el Escuadrón y los Defensores.
Junto al Escuadrón Supremo, Nuke asumió el control del gobierno de los Estados Unidos de "Otra Tierra" y reveló públicamente su verdadera identidad. Nuke luego descubrió que sus padres estaban muriendo por envenenamiento por radiación, provocada por la exposición a sus propios poderes. Nuke recurrió a Tom Thumb para ayudar a encontrar una cura para ellos; Sin embargo, cuando Tom no pudo encontrar una cura para el cáncer, Nuke juró vengarse de Tom. Nuke enloqueció de dolor por la muerte de sus padres, y se convirtió en un alboroto. Doctor Espectro, sin embargo, intentó retener a Nuke e impedir que asesinara a Tom Thumb, envolviéndolo en uno de sus constructos de burbujas de energía, matándolo accidentalmente cuando el uso de sus propios poderes por parte de Nuke quemó el suministro de oxígeno dentro de la burbuja y se asfixió.

### Poder Supremo
Nuke es presentado como el Sr. Al Gaines, un hombre joven y severamente deprimido que vive bajo tierra en un refugio antiaéreo solo porque su cuerpo emite altos niveles de radiación que no puede controlar. Está casi invulnerable, puede volar y, al parecer, es sobrehumano. El general Alexander le ofrece un traje que controlará su producción de radiación a cambio de luchar contra Hyperion, a quien el general Alexander culpó de su condición.
En una pelea con Hyperion, la combinación de los ojos de Hyperion, la explosión de radiación de Nuke y las alteraciones cuánticas de Arcanna Jones crean un breve e inexplicable salto en la realidad que envía a Gaines, Jones, el Dr. Emil Burbank y Raleigh Lund, dos años en el futuro, un comentario indirecto indicó que Doctor Espectro matará a Nuke en algún momento. 
Nuke se ha unido al Escuadrón Supremo del gobierno. Durante una sesión en la que a todos los miembros del Escuadrón se les pidió que llenaran información sobre ellos mismos, los padres de Nuke fueron revelados como fallecidos. En la primera misión, él está en lo alto del cielo para ser utilizado como un arma nuclear táctica, la persona de último recurso.

## Poderes y habilidades
Albert Gaines estaba imbuido de poderes sobrehumanos como resultado de la mutación a través de la exposición a productos de desecho radiactivos. Por lo tanto, tenía la capacidad de generar energía nuclear dentro de su cuerpo a través de la descomposición nuclear. Por lo tanto, su cuerpo emitía continuamente radiación de bajo nivel, aunque este nivel aumentó mucho más durante el último año de su vida. El propio Nuke era inmune a los efectos adversos de la radiación. Él podría manipular mentalmente la energía nuclear generada y almacenada dentro de su cuerpo. Él podría proyectar ráfagas destructivas de radiación de su cuerpo. Él podría volar impulsándose con energía nuclear. Hacia el final de su vida, Nuke también llevaba un traje de contención de radiación con aire acondicionado equipado con un radiómetro para medir su salida de radiación, diseñado por Tom Thumb. Nuke fue un combatiente mano a mano, y recibió entrenamiento de Nighthawk.

## Otras versiones

### Tierra-13034
La versión de Tierra-13034 de Nuke es un miembro de la versión de esta realidad del Escuadrón Supremo. Él y sus compañeros miembros del Escuadrón Supremo fueron asesinados cuando la Tierra-13034 colisionó con otra realidad que dejó a su Hyperion como el único superviviente que lo llevó a terminar en la Tierra-616.

## En otros medios

### Televisión
- Aparece en la segunda temporada de Avengers Assemble (2014), episodio 23, "La Última Encrucijada de los Vengadores", aparece como miembro del Escuadrón Supremo. Cuando los Vengadores atacan la ciudadela del Escuadrón Supremo por tercera vez, encuentran que está realmente drenando algo de energía del núcleo de la Tierra para restaurar a Nuke que entonces destruye la ciudadela (aunque Ant-Man logra reducirse a sí mismo y a los otros Vengadores a salvo en Mjolnir). Nuke entonces se encuentra con Nighthawk ya que está complacido de que el Escuadrón Supremo vuelva a estar juntos. Nuke está presente cuando Nighthawk hace sus demandas en la televisión y en el episodio 24, "Vengadores de Incógnito", Iron Man, Thor y Falcon atrapan a Zarda y Nuke en la misma caja de la prisión. Como parte de su plan de contingencia, Nighthawk luego teletransporta a Nuke e Hyperion a la Torre donde Hyperion absorbe el poder de Nuke con la intención de destruir la Tierra.